# Monique Riekewald
Monique Riekewald (Suhl, 3 de agosto de 1979) es una deportista alemana que compitió en skeleton.
Ganó una medalla de oro en el Campeonato Mundial de Skeleton de 2007 y una medalla de oro en el Campeonato Europeo de Skeleton de 2003.

## Palmarés internacional
| Campeonato Mundial | Campeonato Mundial   | Campeonato Mundial | Campeonato Mundial |
| Año                | Lugar                | Medalla            | Prueba             |
| ------------------ | -------------------- | ------------------ | ------------------ |
| 2007               | Sankt Moritz (Suiza) | Medalla de oro     | Equipo mixto       |
| Campeonato Europeo |                      |                    |                    |
| Año                | Lugar                | Medalla            | Prueba             |
| 2003               | Sankt Moritz (Suiza) | Medalla de oro     | Individual         |